# ويل كلاكستون
ويل كلاكستون (بالإنجليزية: Will Claxton)‏ هو لاعب غولف أمريكي، ولد في 14 سبتمبر 1981 في سوينسبورغ في الولايات المتحدة.

## وصلات خارجية
- ويل كلاكستون على موقع رابطة لاعبي الغولف المحترفين (الإنجليزية)
- ويل كلاكستون على موقع التصنيف العالمي الرسمي للغولف (الإنجليزية)